# Léon Mathieu Cochereau
Pour les articles homonymes, voir Cochereau.
Mathieu Cochereau, dit Léon Mathieu Cochereau, né à Montigny-le-Gannelon (Eure-et-Loir) le 9 février 1793 et mort en mer Ionienne le 30 août 1817, est un peintre français.

## Biographie

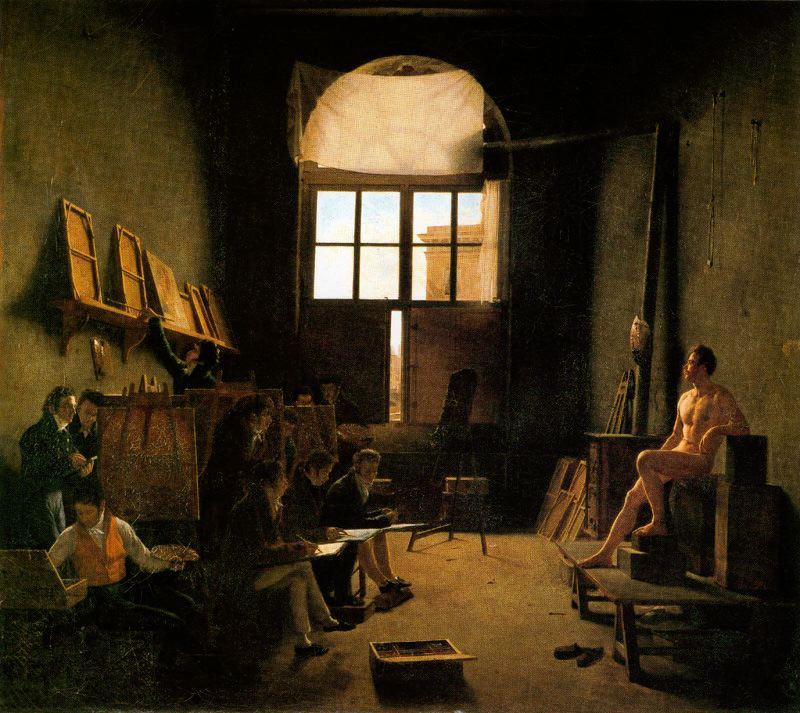
Intérieur de l’atelier de David, 1813, musée du Louvre.

Fils de maréchal-ferrant, aide-maçon à treize ans, illettré, ses dessins sur les murs le font remarquer par un ami de la famille, Pierre-Joseph Louvancour, juge de paix, qui le signale à son oncle, Pierre Prévost, renommé pour ses peintures de panoramas.
Cochereau aurait quitté Montigny-le-Gannelon à la fin de 1807 pour Paris, où Prévost le garde avec lui deux ans, puis le fait admettre dans l'atelier de David, en lui faisant changer son prénom de Mathieu en Léon.
En 1813, Cochereau représente l'atelier de son maître dans un célèbre tableau conservé au musée du Louvre, figurant les élèves Victor Schnetz (1787-1870), Auguste Couder (1789-1873), Léopold Robert (1794-1835), Amable Louis Claude Pagnest (1790-1819),.
En 1817, il se rend au Levant accompagné de son oncle Pierre Prévost. Tous deux font partie, ainsi que l'architecte Jean-Nicolas Huyot de l'expédition du comte de Forbin, commandée par le vice-amiral Emmanuel Halgan. Les circonstances de la mort de l’artiste, à 24 ans, atteint de dysenterie, sont connues grâce au récit de voyage du comte. Selon ce récit, le corps de Cochereau fut jeté à la mer près de l’île de Cythère, en mer Ionienne.
Un éloge posthume est rendu en 1872 par Auguste Couder, ancien condisciple dans l'atelier de David de 1810 à 1814, doyen de l'Académie des beaux-arts :

« Notre camarade Cochereau était aimé de tous pour son aimable caractère ; il l'était aussi pour son esprit fin et fertile en bonnes plaisanteries, si amicales pourtant que la victime était la première à rire du trait bien décoché.
Comme doyen d'âge de ceux de mes anciens camarades qui vivent encore, j'éprouve une vraie satisfaction à rendre hommage au souvenir d'un artiste aussi honorable que le fut Cochereau. »

## Œuvres dans les collections publiques
États-Unis
- Los Angeles, musée d'Art du comté de Los Angeles (LACMA) ;
  - L'atelier de Jacques-Louis David (The Studio of Jacques-Louis David), huile sur toile, 91,12 × 102,87 cm (inv. AC1993.19.1)[8].
- Toledo, musée d'Art de Toledo :
  - L’intérieur de l’atelier de David au Collège des Quatre-Nations, Paris (The Interior of David’s Studio at the Collège des Quatre-Nations, Paris), huile sur toile, 87 × 100,3 cm, 1814-1817 (inv. 1995.8)[9].

France
- Chartres, Musée des Beaux-Arts :
  - Paris, boulevard des Capucines en 1809, huile sur toile, achetée à Mme Souchay, sœur de l’artiste, en 1873 (inv. 3492) ; la vue est prise de la maison de Prévost, maintenant le no 29 du boulevard[10] ;
  - Cours fait par Prévost pour apprendre à peindre les panoramas (Cochereau et Augustin Massé), huile sur toile, 51 × 64 cm (inv. 7114).
- Châteaudun, Musée des Beaux-Arts et d'Histoire Naturelle :
  - Autoportrait de face sur fond noir « coiffé en coup de vent » , huile sur toile, 1er quart du XIXe siècle (inv. SD.81.42) ;
  - Autoportrait du peintre Mathieu Cochereau dans son atelier (Intérieur de l'atelier de l'artiste), huile sur toile, 49 × 59 cm, 1er quart du XIXe siècle, vers 1812-1815 (inv. M.81.54)[a],[3] ;
  - Intérieur d'une Académie de dessin éclairée par une lampe, 1er quart du XIXe siècle (inv. SD.81.45).
- Compiègne, musée Antoine-Vivenel :
  - Portrait de Monsieur Chatard, huile sur bois, 27 × 22 cm, legs en 1925 de M. et Mme Léon Duvauchel, M. Léon Duvauchel descendant de M. Chatard, doreur de la Couronne (attribution)[11].
- Paris :
  - Musée Carnavalet :
    - La Salle du XVIIe siècle au musée des Monuments français, huile sur toile, 65 par 53,5 cm, achat en 1893 ;
    - La Salle du XIIIe siècle au musée des Monuments français, huile sur toile, 64 par 54 cm, longue inscription au dos décrivant le sujet, et se terminant par « peint par Cochereau en 1816 », don de M. Marquet de Vasselot en 1924, même sujet que le tableau acheté en 1893.

  - Musée du Louvre :
    - Intérieur de l'atelier de David au Collège des Quatre-Nations, 1813, Salon de 1814, achat auprès de l'artiste en 1814, sur cette œuvre figurent : Victor Schnetz, Amable Louis Claude Pagnest, Léopold Robert, Auguste Couder, le modèle aurait été nommé Polonais. Une copie de sa main est conservée aux Pêcheries, musée de Fécamp (vers 1815)[12].
- Reims, musée des Beaux-Arts :
  - Vue de la salle du XVIIe siècle du Musée des Monuments Français, huile sur toile, 69,2 × 55,8 cmavant 1816 (attribution ou entourage de Cohereau)[13],[14].

## Œuvres non localisées (à date)
- Connues par l'exposition posthume au Salon parisien de 1822 : 
  - Un Portrait de l'auteur dans son atelier ;
  - Une Séance des sourds-muets, cette œuvre inachevée fut terminée par Augustin Massé.
- Connues par une exposition de l’œuvre de Mathieu Cochereau et de son oncle Prévost, préparée par les soins de Camille Marcille le 9 janvier 1873, lors d’une séance de la Société archéologique d'Eure-et-Loir[15] :
  - Étude académique faite à l’atelier de David ;
  - Portrait de M. Louvancour, jeune lycéen ;
  - Une conférence, esquisse ;
  - Intérieur d’un atelier ;
  - Vue à vol d’oiseau de Montigny-le-Gannelon ;
  - Vue du boulevard des Capucines, à l’endroit de la rue Basse-du-Rempart (voir musée de Chartres, inv. 3492) ;
  - Intérieur d’une chapelle  ;
  - Tête d’étude ;
  - Les hauteurs de Montmartre.
- Connues par la Notice sur Mathieu Cochereau peintre beauceron de Camille Marcille du 8 février 1873[16],[b] :
  - no 1. Une tête d'étude, d'après le modèle Duboscq; le visage et le regard sont tournés vers le spectateur ; peinture sur toile : hauteur 0m 48, largeur 0™ 39 ;
  - no 2. Académie, d'après un jeune homme, le corps vu de profil est complètement dans l'ombre ; une silhouette de lumière éclaire la partie gauche, et le fond qui représente un paysage motive l'attitude de cette figure qui se regarde dans une fontaine. Cette étude et la précédente ont été faites à l'atelier de David. Sur toile : hauteur 0m 86, largeur 0,m 46 ;
  - no 3. Un Intérieur de Chapelle. Le chœur est éclairé par la voûte. Sur le devant, des arcades dans l'ombre forment repoussoir. Deux figures prient à gauche près d'une balustrade. (Esquisse sur toile ; largeur 0m 31, hauteur 0m 24) ;
  - no 4. Une Séance à l'établissement des Sourds-Muets. (Esquisse sur toile : largeur 0m 64, hauteur 0m 51) ;
  - no 5. Les Hauteurs de Montmartre, étude prise de la croisée de l'atelier de Prévost, boulevard des Capucines. (Sur toile : largeur 0m 39, hauteur 0m 23) ;
  - no 6. La Porte Roland, peinte d'après nature, à Montigny. Étude sur toile : largeur 0m 60, hauteur 0m 5O ; appartient à M. Pouillier, libraire à Châteaudun ;
  - no 7. Vue du Boulevard des Capucines en contre-haut de la rue Basse-du-Rempart. La promenade bordée d'arbres est animée par quelques personnages. Tableau sur toile : largeur 0m 81, hauteur 0m 55 : appartient au musée de Chartres (voir ci-dessus, inv. 3492) ;
  - no 8. Le portrait de l'auteur en buste, cravate blanche, habit brun. Sur toile : hauteur 0m 57, largeur 0m 46 : appartient à M. Lecesne, imprimeur à Châteaudun (voir musée de Châteaudun, inv. SD.81.42 à confirmer) ;
  - no 9. Autre portrait en pied. Cochereau s'est représenté dans l'atelier de son oncle: il est assis devant un chevalet, une fenêtre à droite éclaire le personnage de côté. Cet ensemble a été très-bien rendu par la photographie. Sur toile : largeur 0m 62, hauteur 0m 50 ; appartient à M. Lucas (Alexis), notaire à Châteaudun (voir musée de Châteaudun, inv. M.81.54 à confirmer) ;
  - no 10. Deux Intérieurs du Musée des Petits-Augustins, faisant pendants. Tableaux sur toile : hauteur 0m 46, largeur 0m 33; appartiennent à M. Louvancour, ancien notaire à Chartres ;
  - no 11. Le portrait de M. Louvancour, fait en 1814; il est représenté avec l'uniforme du collège Sainte-Barbe. Quelques livres sont posés près de lui sur une table. Sur toile : hauteur 0m 55, largeur 0m 45 ; appartient à M. Louvancour ;
  - no 12. Intérieur de la grande salle du Musée des Petits-Augustins, tableau brûlé lors de l'incendie de l'Hôtel-de-Ville. Ce tableau était, après celui du Louvre, la composition la plus importante de Cochereau ;
  - no 13. L'Intérieur d'une école de peinture, tableau sur toile: largeur lm 02, hauteur 0m 90; appartient au Louvre ;
  - no 14. Intérieur d'une Académie de dessin éclairé par la lampe. Les élèves étudient d'après les statues du Gladiateur, de l'Apollon du Belvédère, du Germanicus, du groupe de Castor et Pollux et du buste de la Vénus d'Arles. Largeur 0m 56, hauteur 0m 46 ; appartient à M. Dumesnil, propriétaire à Paris (voir musée de Châteaudun, inv. SD.81.45 à confirmer)[c].
- Connues par la vente Camille Marcille (biographe de Cochereau), 8-9 mars 1876, Paris[17] :
  - no 5. Cours fait par Prévot pour apprendre à peindre des panoramas. « Une excellente notice sur Cochereau a été écrite par M. Camille Marcille ». Huile sur toile, 51 × 64 cm (acquis par le musée de Chartres, inv. 7114) ;
  - no 6. Paysage ; vue de la butte Montmartre, prise du haut d’une maison du boulevard des Capucines, T. 0.28 par 0.39 ;
  - no 7. Intérieur d’une chapelle. À gauche un homme debout et une femme agenouillée. 0.23 par 0.30 ;
  - no 8 Tête d’étude d’après le modèle Duboscq. Elle est vue de trois quarts, regardant à droite. T. 0.48 par 0.39 ;
  - no 9. Académie de jeune homme, au milieu d’un paysage. Un filet d’eau s’écoule d’une fontaine. T. 0.55 par 0. 46.
- Connues par les ventes aux enchères[18] :
  - Portrait d'un homme noir, de profil vers la gauche, 1995, huile sur toile, 46,5 × 38 cm ;
  - Académie d'homme, 2019, crayon sur papier, 27,2 × 17,5 cm  ;
  - Femme nue assise devant un groupe d’artistes dans un studio parisien (attribution), 2001 ;
  - Tête d'homme noir (attribution), 2009 ;
  - La vente aux enchères (attribution), 2023.

Œuvres de Léon Mathieu Cochereau
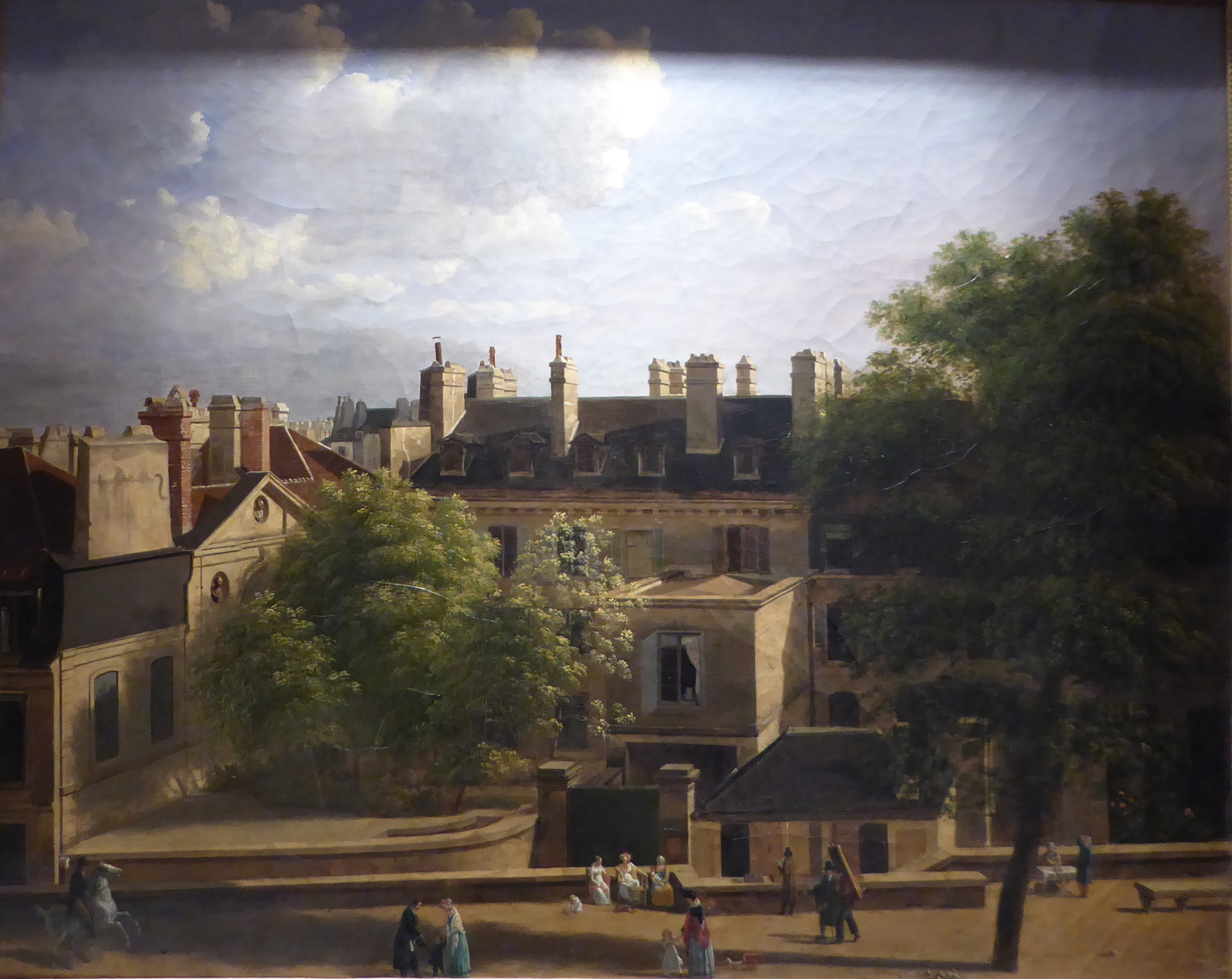
Paris, boulevard des Capucines en 1809, musée des Beaux-Arts de Chartres.
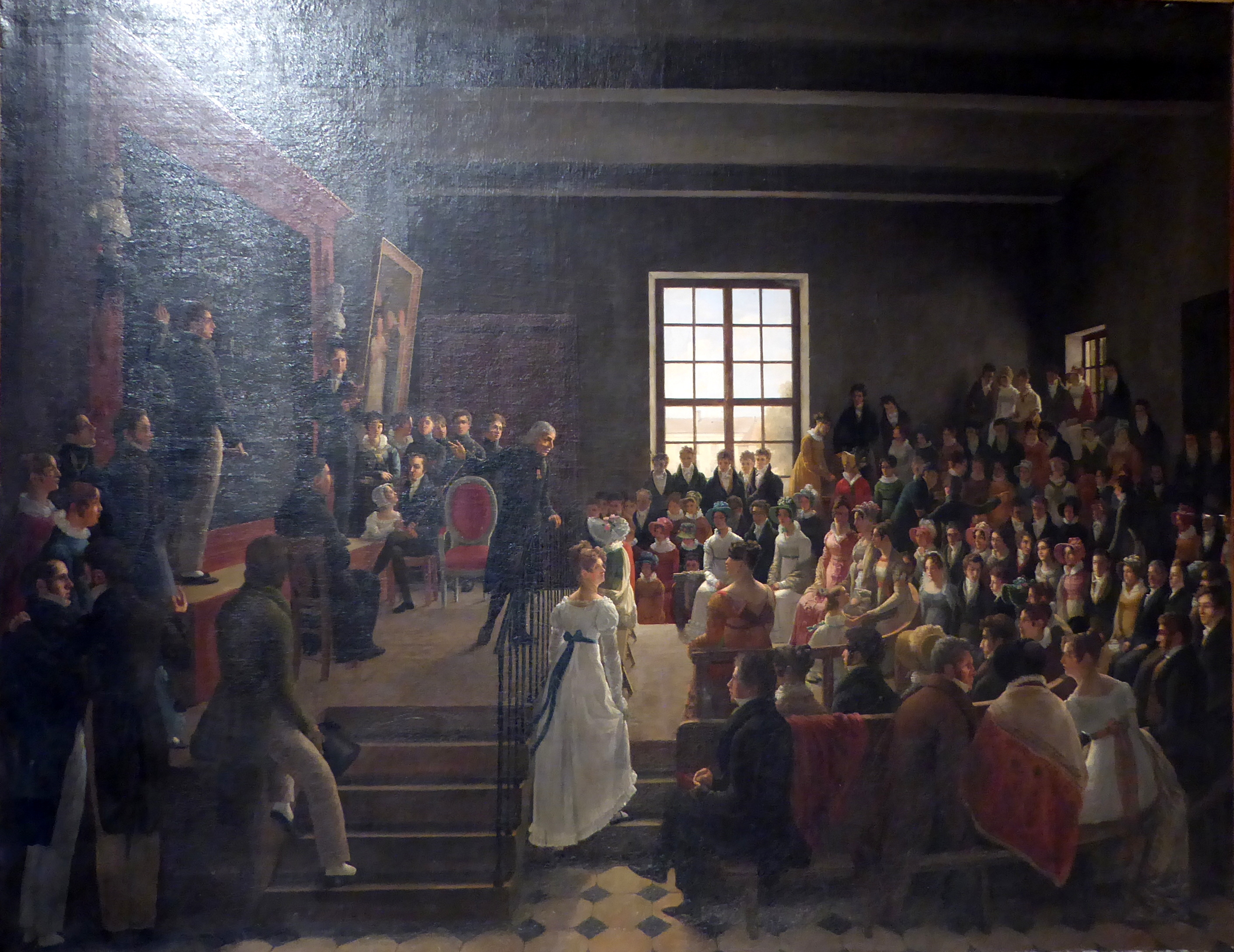
Cours fait par Prévost pour apprendre à peindre les panoramas, avec Augustin Massé, musée des Beaux-Arts de Chartres.
Autoportrait de Mathieu Cochereau dans son atelier, musée des Beaux Arts de Châteaudun.
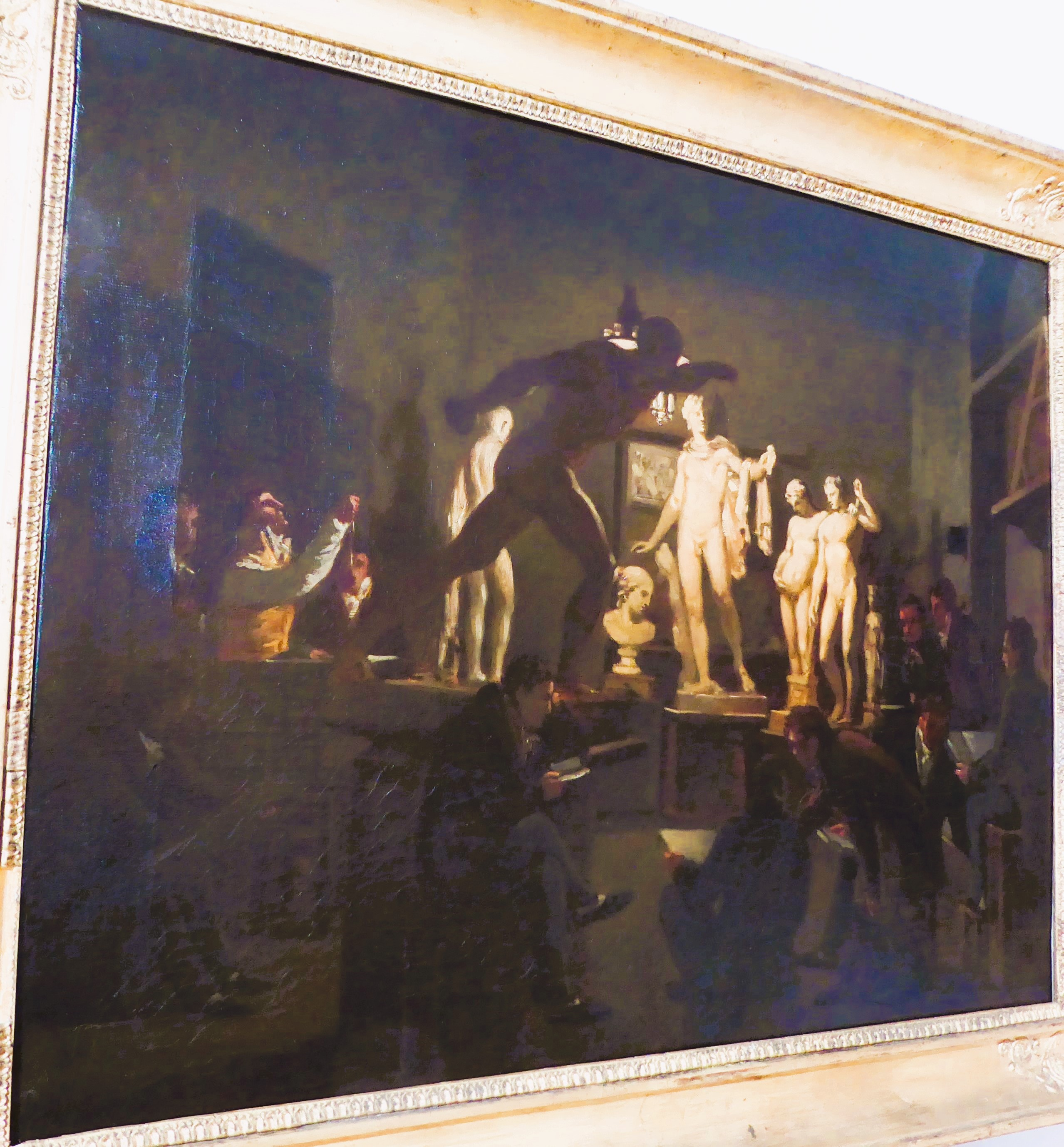
Intérieur d'une académie de dessin éclairée par une lampe, musée des Beaux Arts de Châteaudun.
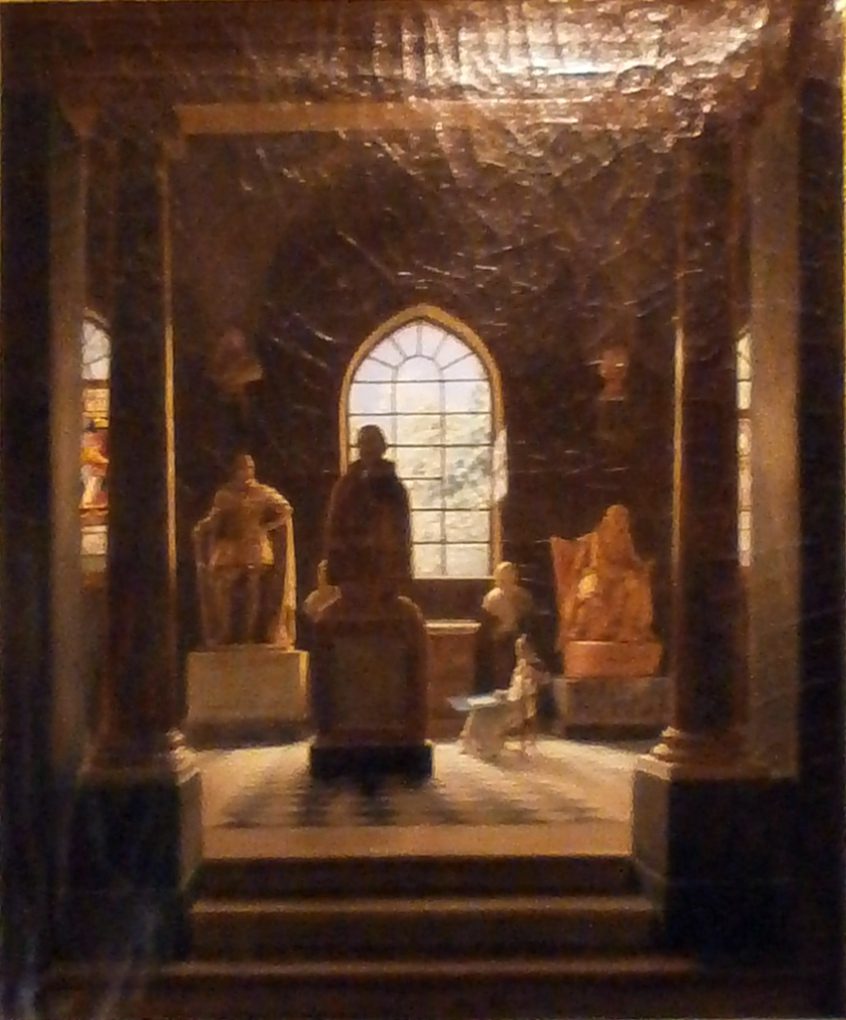
La Salle du XVIIe siècle au musée des Monuments français, musée Carnavalet.
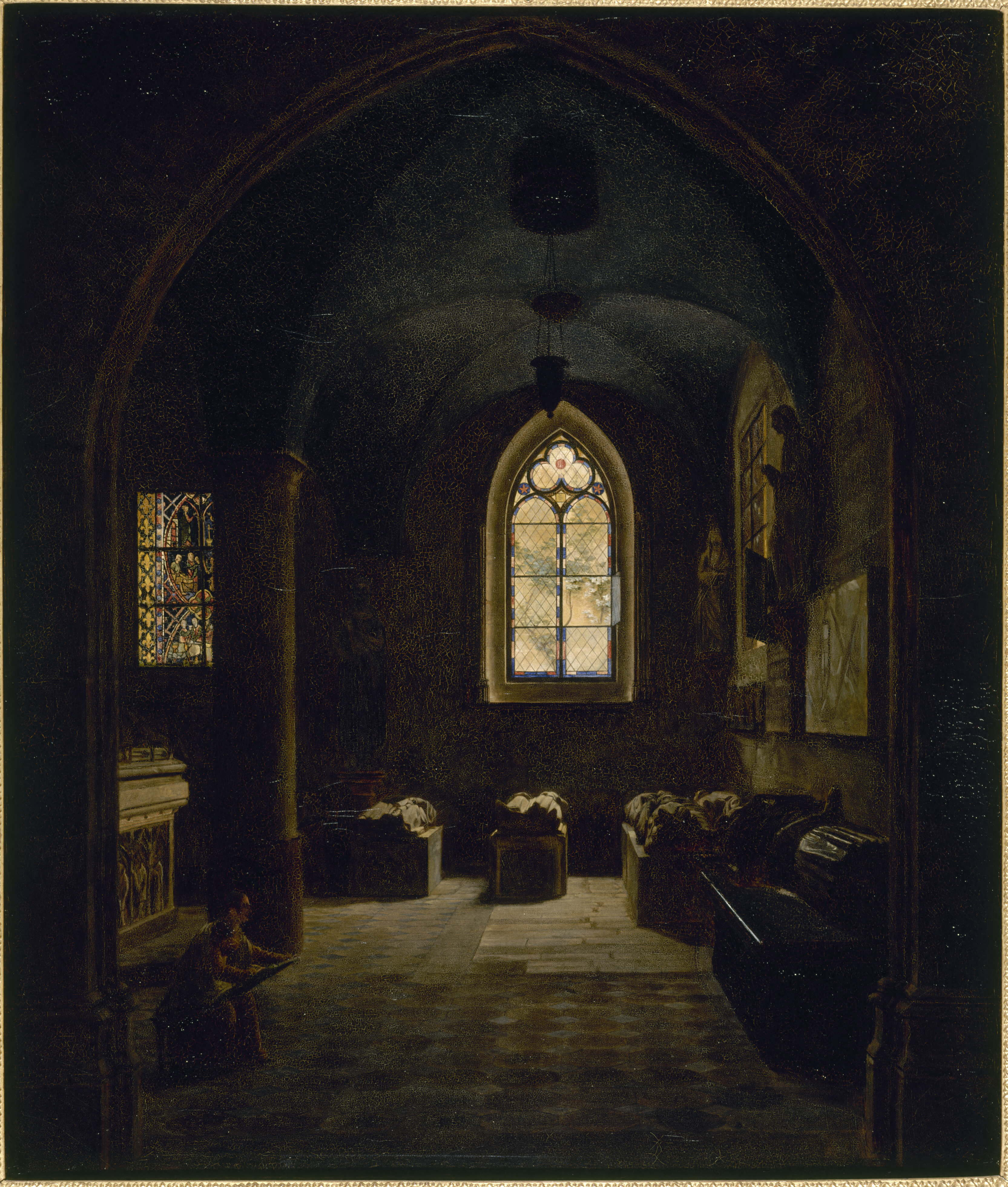
La Salle du XIIIe siècle au musée des Monuments français, musée Carnavalet.

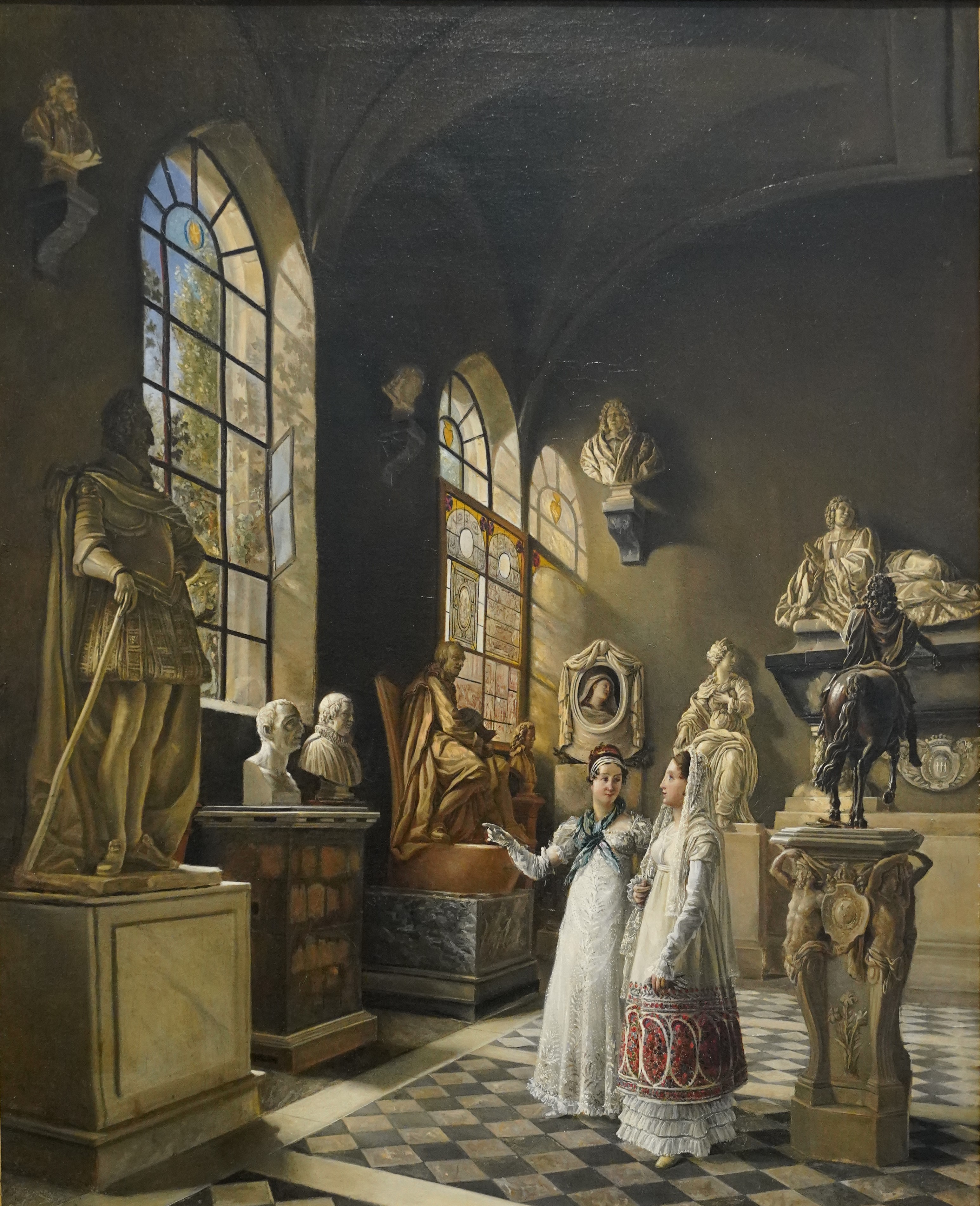
Vue de la Salle du XVIIe siècle du Musée des Monuments français, musée de Reims.
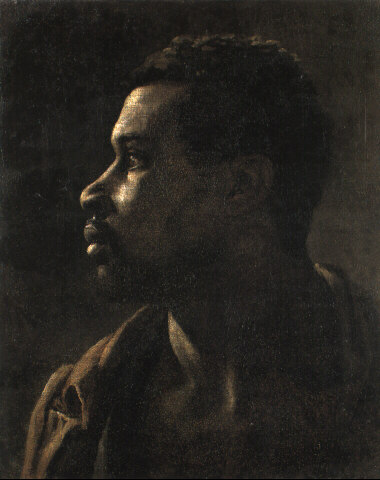
Portrait d'un homme noir, de profil vers la gauche, huile sur toile, collection privée.
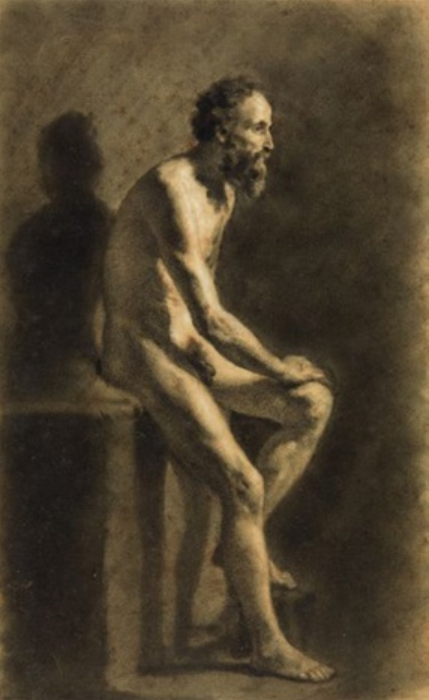
Académie d'homme, crayon sur papier, collection privée.
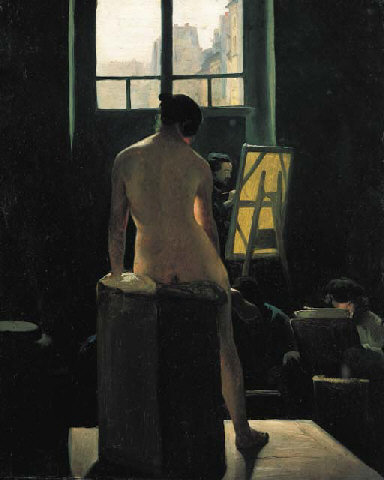
Femme nue assise devant un groupe d’artistes dans un studio parisien, collection privée.

## Réception critique
Dans sa Notice, Camille Marcille rapporte ainsi l'article du Moniteur du 15 janvier 1815 :

« Le public se porte avec empressement devant le tableau de
M. Cochereau représentant l'intérieur d'une école de peinture
où les jeunes gens étudient d'après le modèle. La variété des
figures et l'extrême naturel de leur pose et de leur expression,
la vérité des accessoires, le ton vigoureux et franc du coloris, la
clarté pure des teintes lumineuses, la transparence des ombres,
l'effet bien senti de la perspective aérienne, toutes les qualités
qu'on peut désirer dans un tableau de genre font de cet ouvrage
le premier de cet ordre. »

## Voir aussi

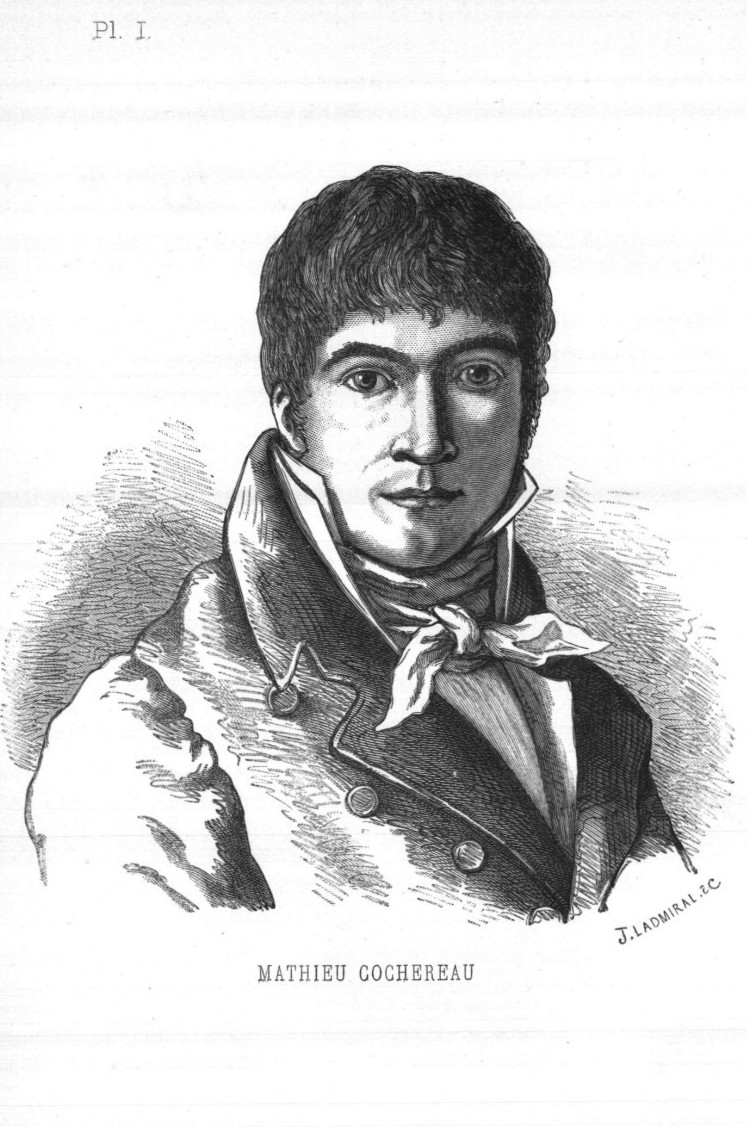
Portrait précédant la notice de Camille Marcille.